# BMC Racing Team/2010
Deze pagina geeft een overzicht van de samenstelling van BMC Racing Team-wielerploeg in 2010.

## Algemeen
Algemeen manager: Gavin Chilcott
Ploegleiders: John Lelangue, Fabio Baldato, Noël Dejonckheere, Jacques Michaud, René Savary en Mike Sayers
Fietsmerk: BMC

## Renners
| Naam               | Geboortedatum | Nationaliteit    | Ploeg 2009/Contract         |
| ------------------ | ------------- | ---------------- | --------------------------- |
| Alessandro Ballan  | 06-11-1979    | Italië           | Lampre                      |
| Chris Barton       | 07-06-1988    | Verenigde Staten |                             |
| Chad Beyer         | 15-08-1986    | Verenigde Staten |                             |
| Brent Bookwalter   | 16-02-1984    | Verenigde Staten |                             |
| Marcus Burghardt   | 30-06-1983    | Duitsland        | Team Columbia               |
| Chris Butler       | 16-02-1988    | Verenigde Staten | neoprof, (vanaf 16-04-2010) |
| Cadel Evans        | 14-02-1977    | Australië        | Silence-Lotto               |
| Mathias Frank      | 09-12-1986    | Zwitserland      |                             |
| Thomas Frei        | 19-01-1985    | Zwitserland      | (tot 26-04-2010)            |
| George Hincapie    | 29-06-1973    | Verenigde Staten | Team Columbia               |
| Martin Kohler      | 17-07-1985    | Zwitserland      |                             |
| Alexander Kristoff | 05-07-1987    | Noorwegen        | Joker Bianchi               |
| Karsten Kroon      | 29-01-1976    | Nederland        | Team Saxo Bank              |
| Jeff Louder        | 08-12-1977    | Verenigde Staten |                             |
| Alexandre Moos     | 22-12-1972    | Zwitserland      |                             |
| Steve Morabito     | 30-01-1983    | Zwitserland      | Astana                      |
| John Murphy        | 15-12-1984    | Verenigde Staten | OUCH presented by Maxxis    |
| Scott Nydam        | 09-04-1977    | Verenigde Staten |                             |
| Mauro Santambrogio | 04-10-1984    | Italië           | Lampre                      |
| Michael Schär      | 26-05-1986    | Zwitserland      | Astana                      |
| Florian Stalder    | 13-09-1982    | Zwitserland      |                             |
| Jackson Stewart    | 30-06-1980    | Verenigde Staten |                             |
| Danilo Wyss        | 26-08-1985    | Zwitserland      |                             |
| Simon Zahner       | 08-05-1983    | Zwitserland      | Cervélo                     |

## Belangrijke overwinningen
| Waalse Pijl Winnaar: Cadel Evans Ronde van Romandië Puntenklassement: Chad Beyer | Ronde van Italië 7e etappe: Cadel Evans Puntenklassement: Cadel Evans | Ronde van Zwitserland 5e etappe: Marcus Burghardt 7e etappe: Marcus Burghardt |

2007 · 2008 · 2009 · 2010 · 2011 · 2012 · 2013 · 2014 · 2015 · 2016 · 2017 · 2018 · 2019 · 2020